# DeepBurner
DeepBurner — программа для записи оптических дисков, разработанная Astonsoft Ltd.

## Возможности
Программа распространяется в двух версиях: бесплатной (англ. Free) и платной (Pro). Функциональное сравнение версий представлено в таблице.
| Возможности                                                    | Версии     | Версии  |
| Возможности                                                    | бесплатная | платная |
| -------------------------------------------------------------- | ---------- | ------- |
| Поддержка CD, DVD (в том числе загрузочных и мультисессионных) | Да         | Да      |
| Запись звуковых компакт-дисков, дисков с данными               | Да         | Да      |
| Создание и запись образов дисков (в том числе загрузочных)     | Да         | Да      |
| Копирование дисков на другие диски                             | Нет        | Да      |
| Запись DVD-видео                                               | Нет        | Да      |
| Резервное копирование                                          | Нет        | Да      |
| Запись фотоальбомов                                            | Нет        | Да      |
| Поддержка параметров командной строки                          | Нет        | Да      |
| Получение информации о дисководе и носителе                    | Нет        | Да      |

В DeepBurner присутствует многоязычный интерфейс (включая русский язык). Программа оснащена встроенным мастером.
Существует портативная версия DeepBurner, которая может работать с переносных носителей информации.